# Sveriges entomologiska förening
Sveriges entomologiska förening (SEF) är en paraplyorganisation för entomologiska föreningar i Sverige grundad år 1976.

## Verksamhet
Organisationens syfte är att skapa intresse för och bevaka entomologiska intressen i Sverige. Sveriges entomologiska förening bedriver flera verksamheter inom sitt sakområde. Föreningen driver – i samarbete med ArtDatabanken, Naturskyddsföreningen och Svensk Dagfjärilsövervakning, projektet Faunaväkteriet som finansieras av Naturvårdsverket och som bland annat syftar till att kartlägga och övervaka insektsarters utbredning och förekomst i Sverige, projektet riktar sig särskilt mot övervakning av hotade arter.
Sveriges entomologiska förening är sedan år 2014 en av medlemsorganisationerna i den svenska delen av Forest Stewardship Council (FSC). Föreningen är där representerad med två personer i standardkommitténs miljlökammare, och arbetar där för ett hållbart skogsbruk som tar entomologisk hänsyn. Standardkommitténs huvuduppgift är att förvalta den svenska skogsbruksstandarden. De andra organisationerna som finns representerade i kammaren är BirdLife Sverige och Världsnaturfonden (WWF).
Föreningen har även utvalt och presenterat listor med landskapsinsekter 1998 och landskapstrollsländor 2022.

### Tidskrifter

#### Entomologisk Tidskrift
Entomologisk Tidskrift är en vetenskaplig publikation med inriktning mot entomologi som har givits ut sedan år 1880, det är genom det en av världens äldsta tidskrifter på området. Efter att Sveriges Entomologiska Förening bildades år 1976 tog organisationen över utgivningen från Entomologiska föreningen i Stockholm. Tidskriften utkommer med fyra nummer årligen.
I tidskriften publicerar bland annat originalarbeten, översiktsartiklar och bokrecensioner om entomologi. Tidskriften accepterar i huvudsak artiklar på svenska, men även artiklar på danska, norska och engelska accepteras. Artiklarna granskas av två sakkunniga innan publicering. Huvudredaktör för tidskriften är Emma Wahlberg, entomolog vid Naturhistoriska riksmuseet i Stockholm.

#### Yrfän
Vid sidan om utgivningen av Entomologisk Tidskrift ger organisationen även ut den populärvetenskapliga tidskriften Yrfän. Den utkommer med fyra nummer årligen och har givits ut sedan år 2015. Yrfän innehåller artiklar om småkryp, så som insekter, spindlar och mångfotingar.  Namnet Yrfän är ett äldre ord för insekter, särskilt bevingade sådana. År 2019 hade Yrfän omkring 1 300 prenumeranter.

## Medlemsföreningar
Sveriges entomologiska förening har 14 aktiva medlemsföreningar (juli 2020):
1. Entomologiska föreningen i Dalarna och Västmanland
2. Entomologiska föreningen i Stockholm
3. Entomologiska föreningen i Uppland
4. Entomologiska föreningen i Östergötland
5. Entomologiska sällskapet i Lund
6. Föreningen Fjärilar i Pite Lappmark
7. Föreningen SydOstEntomologerna (FSOE)
8. Föreningen Sörmlandsentomologerna
9. Gotlands Entomologiska Förening
10. Jämtland & Härjedalens entomologiska förening
11. Norrlands Entomologiska Förening
12. Närkes Insektsförening
13. Trollsländeföreningen
14. Västsvenska Entomologklubben

Vilande medlemsförening (juli 2020):
- Gästriklands Entomologiska Förening